# Björg Thorarensen

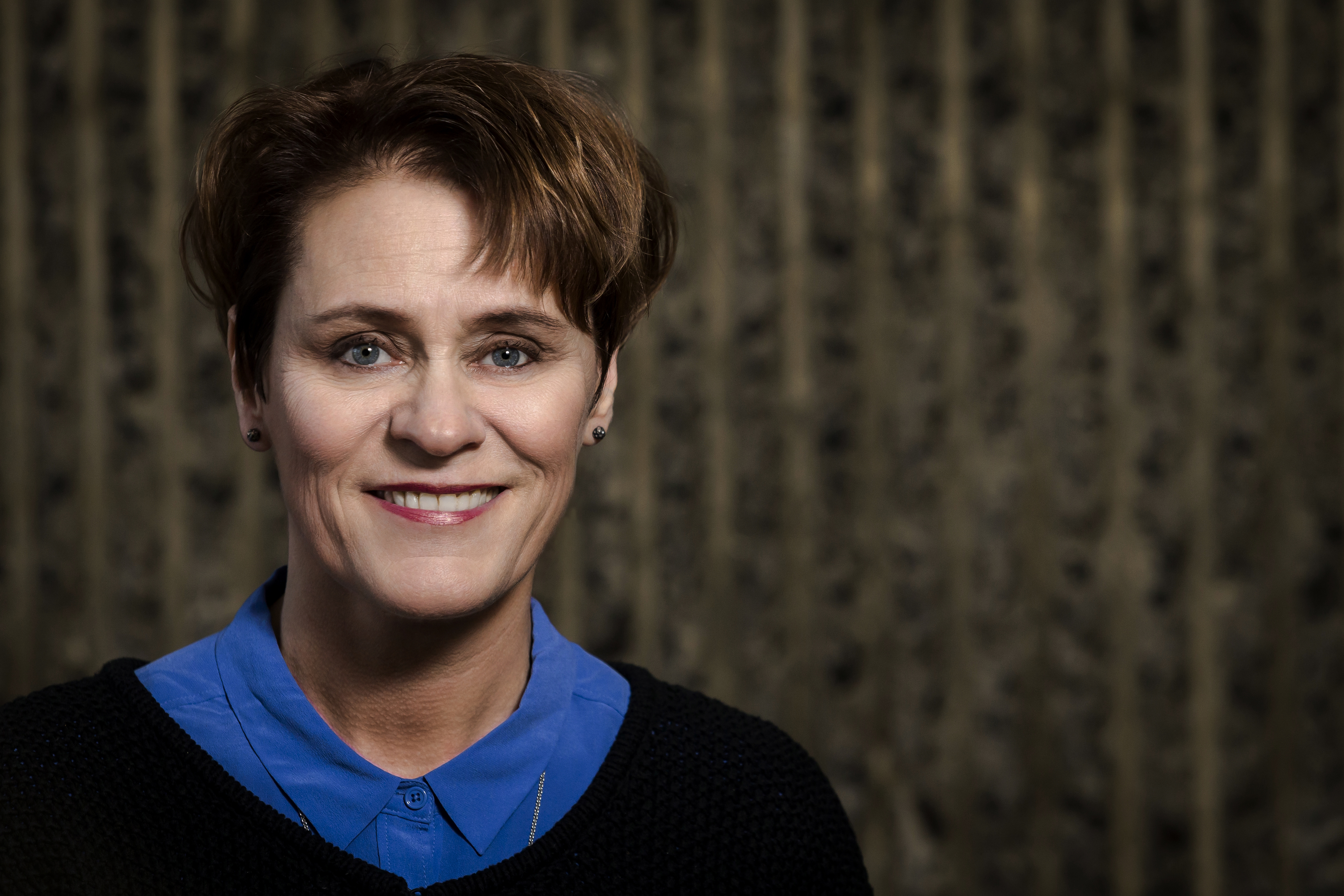
Björg Thorarensen (2019)

Björg Thorarensen (* 1966) ist eine isländische Juristin. Seit 2020 ist sie Richterin am Hæstiréttur, dem obersten Gerichtshof Islands.

## Leben und Wirken
Nach ihrem Schulabschluss 1985 nahm Björg Thorarensen das Studium der Rechtswissenschaften an der Universität Islands auf. 1991 beendete sie ihr Studium mit dem Erwerb des Bachelor of Laws. Ihren Masterabschluss erwarb sie 1993 an der University of Edinburgh. Anschließend arbeitete sie in der Rechtsabteilung des isländischen Justizministeriums. Ab 1996 leitete sie dort die Abteilung für kirchliche Angelegenheiten. 2002 wechselte sie als ordentliche Professorin auf den Lehrstuhl für Verfassungsrecht, Völkerrecht, internationale Menschenrechte und Datenschutzrecht der Universität Islands, wo sie bereits zuvor nebenberuflich unterrichtet hatte. In dieser Funktion war sie von 2005 bis 2007 Mitglied des Sachverständigenausschusses zur Verfassungsrevision. 2007 wurde sie Dekanin der isländischen rechtswissenschaftlichen Fakultät. Von 2009 bis 2013 war Björg Thorarensen stellvertretende Vorsitzende des isländischen Verhandlungsausschusses zur Führung der Beitrittsverhandlungen mit der EU. Daneben war sie 2010 und 2011 auch Mitglied des isländischen Verfassungsausschusses. Von 2011 bis 2020 leitete sie außerdem die isländische Datenschutzbehörde. Ihre wissenschaftlichen Schwerpunkte lagen vor allem im isländischen Verfassungsrecht und in den Grund- und Menschenrechten. In diesem Gebiet hat sie unter anderem ein in mehrfacher Auflage erschienenes Lehrbuch verfasst. Für ihre Verdienste um Lehre und Forschung wurde ihr am 1. Januar 2019 der isländische Falkenorden verliehen.
Am 1. Januar 2020 wurde Björg Thorarensen zur Richterin am Landsréttur ernannt. Bereits im November 2020 wurde sie zur Richterin am Hæstiréttur ernannt, wo sie seitdem tätig ist. Sie ist mit dem ehemaligen obersten Richter Markús Sigurbjörnsson verheiratet.